# Az igazság útja
Az igazság útja (eredeti cím: Sudden Impact) 1983-ban bemutatott amerikai akcióthriller, a Piszkos Harry-filmsorozat negyedik része. Clint Eastwood ezúttal nem csak főszereplőként, hanem a filmsorozat történetében első és egyetlen alkalommal rendezőként is közreműködött. Mellette Sondra Locke tűnik fel fontosabb szerepben.
Ebben a filmben hangzik el a „Gyerünk, hadd legyen jó napom!” („Go ahead, make my day”) mondat. 2005-ben az Amerikai Filmintézet a filmtörténelem hatodik legemlékezetesebb idézetének választotta meg. 1985-ben Ronald Reagan, az USA akkori elnöke is használta egyik beszédében a filmben elhangzott mondatot.

## Cselekmény
San Francisco környékén egy parkoló autóban egy nő megöl egy férfit. 
Néhány fegyveres túszul ejti egy kávézó vendégeit és a személyzetet, az értékeik átadását követelve. Callahan váratlanul felbukkan, mondván, hogy reklamálni jött a kávé miatt, majd a négy támadóból hármat megöl, a sebesült negyedik megadja magát, mert addigra a rendőrség megérkezik. Callahan felkeres egy öreg maffiózót az unokája esküvőjén, és egy meggyilkolt lány által hagyott üzenetre hivatkozik. Az öreg szívrohamot kap. A kijáratnál kiderül, hogy Callahan blöffölt.
Jennifer Spencer festőnő megrázó képeit egy galériában rendezik kiállítás alá más képekkel együtt, ő azonban nem várja meg a megnyitót, mert elutazik északra. Jennifer meglátogatja a húgát a kórházban, aki katatóniás állapotban van.
Callahant a kocsija felé menet egy csapat automata fegyverekkel felfegyverzett maffiózó támadja meg, főnökük halála miatti bosszúból. Callahan valamennyit elintézi. Donnelly hadnagy, Callahan főnöke ekkor kényszerszabadságra küldi Callahant, ő azonban folytatni akarja a munkáját.
Jennifer Spencer egy vidámparkban hintalovak festésének helyreállítását vállalja el. Egy visszatekintésben kiderül, hogy Jennifer Spencert és tizenéves húgát tíz évvel ezelőtt egy vidámparkban egy csoport nehézfiú megerőszakolta. Jennifer húga beleőrült az élménybe, Jennifer pedig bosszút esküdött.
Callahant a történet elején felmentett, de általa megsértett bűnöző és haverjai kocsijukkal üldözik, és két molotov-koktélt dobnak a kocsijába. Callahan megáll az égő kocsival és az egyiket visszahajítja az üldözői kocsijára, ami a kikötő vizébe esik. A nyomozó ekkor kénytelen elhagyni San Franciscót, San Paulóba kell mennie, mert főnöke azzal bízza meg, hogy a kocsiban megölt férfi múltját annak korábbi lakhelyén tárja fel. Itt először egy rendőrgyilkos fegyveres rablót üldöz a helyi nyugdíjasotthon buszával, ezután egy hotelban száll meg, előre lefoglalt szobában, benne egy kutyával. Másnap reggel Callahan futóedzést tart a kutyával együtt, ekkor összefutnak Jennifer Spencerrel, aki az ijedségtől leesik a biciklijéről. Callahan a helyi rendőrségen megkapja az áldozat dossziéját. Este az egyik helyi kocsmában megemlíti az áldozat nevét, mire nagy nevetés tör ki.
Tíz év elteltével Jennifer Spencer felkutatja az erőszaktevőket, és először ágyékon, majd fejbe lövi őket. A második áldozatát pecázás közben keresi fel, aki nem emlékszik rá, Jennifer azonban elmondja neki, miről van szó. Callahant a szállodában le akarja lőni valaki, azonban a kutya felhívja rá a figyelmét, így a támadó hal meg. Callahan a helyi rendőrfőnök irodájában felfigyel egy csoportképre, amelyen a rendőrfőnök fia, és a kocsmában látott néhány alak is látható. Megbízza helyi segítőjét, hogy adja meg neki a képen szereplők adatait. Felhívja San Franciscó-i kollégáját, Horace-t, küldje el neki az áldozat laborjelentését. Este egy kerthelyiségben összefut Jenniferrel, és meghívja egy italra.
Jennifer következő áldozata azóta üzletember lett, és pénzt ajánl a nőnek, ő azonban nem fogadja el és lelövi a férfit. Két megmaradt egykori bűnös összefog (egyikük egy durva, mocskos beszédű nő, aki annak idején Jennifert és a testvérét a buliba csábította), hogy együtt védekezzenek, ezért egy házban maradnak. Az éjszaka közepén nő szexuálisan molesztálja a férfit, aki ezt zokon veszi és erőszakosan lép fel. Ekkor megérkezik Callahan. A férfi és a nő is rátámadnak. A nőt leüti, a férfit beviszi a rendőrségre, ahol azonban másnap reggel elengedik. Jennifer nem sokkal Callahan távozása után megérkezik és lelövi a nőt. Még aznap este véletlenül találkozik Callahan és Jennifer, a nő meghívja magához, amit Callahan elfogad, és hajnalban távozik tőle. Távozásakor észreveszi, hogy a nő autójának rendszáma ugyanaz, amit korábban is látott valahol. Éjszaka hárman megtámadják Callahant a mólón, összeverik és beledobják a vízbe.
Jennifer bejut a rendőrfőnök lakásába, akinek fia annak idején szintén részt vett az ellene elkövetett szexuális erőszakban, azonban nem sokkal később a lelkiismerete annyira furdalta, hogy öngyilkos akart lenni. Azóta kerekesszékben él és nem tud a körülötte lévő világról. A rendőrfőnök lefegyverzi Jennifert. Ekkor megérkezik három fegyveres és magukkal viszik Jennifert a vidámparkba, hogy megint „szórakozzanak” egy kicsit vele, de előtte a fegyverével lelövik a rendőrfőnököt. Ekkor feltűnik Callahan, két támadót azonnal lelő, a harmadik a nőt túszként fogva tartva menekül. Egy alkalmas pillanatban Callahan lelövi. Jennifer ekkor azt hiszi, hogy le fogja tartóztatni, azonban a kiérkező rendőrség megtalálja a lelőtt férfinál azt a 38-ast, amivel a korábbi gyilkosságokat elkövették. Callahan elengedi a nőt.

## Szereplők
| Szerep                   | Színész            | Magyar hang    |
| ------------------------ | ------------------ | -------------- |
| Harry Callahan felügyelő | Clint Eastwood     | Koroknay Géza  |
| Jennifer Spencer         | Sondra Locke       | Jani Ildikó    |
| Jannings főnök           | Pat Hingle         | Horkai János   |
| Mick                     | Paul Drake         | Zágoni Zsolt   |
| Ray Parkins              | Audrie J. Neenan   | Molnár Zsuzsa  |
| Kruger                   | Jack Thibeau       | Juhász György  |
| Donnelly hadnagy         | Michael Currie     | Kárpáti Tibor  |
| Horace King              | Albert Popwell     |                |
| Bennett rendőr           | Mark Keyloun       | Stohl András   |
| Hawkins                  | Kevyn Major Howard | Galambos Péter |

## Érdekesség
Harry a filmben a klasszikus forgótáras 44-es Magnum (Smith & Wesson Model 29) helyett egy automata 44-est is használ, ami AMP Auto Mag Model 180 névre hallgat. Ebből az egyedi fegyverből kettőt is beszereztek a forgatásra, amiket „CLINT-1” és „CLINT-2” nevekkel láttak el: az 1-es modellel rendesen lehetett lőni, amivel Eastwood gyakorolt is, a 2-est pedig a forgatásra alakították át, ami látványos torkolattüzet tudott produkálni az esti leszámolásos jelenetekhez. A fegyver azonban a valóságban hajlamos volt meghibásodni, ami állítólag annyira felbosszantotta Eastwoodot, hogy mérgében bevágta a fegyvert a tengerbe, amit utána búvárnak kellett felhoznia.

## Fordítás
- Ez a szócikk részben vagy egészben  a   Sudden Impact című angol Wikipédia-szócikk fordításán alapul.  Az eredeti cikk szerkesztőit annak laptörténete sorolja fel. Ez a jelzés csupán a megfogalmazás eredetét és a szerzői jogokat jelzi, nem szolgál a cikkben szereplő információk forrásmegjelöléseként.